# Johann Salmuth

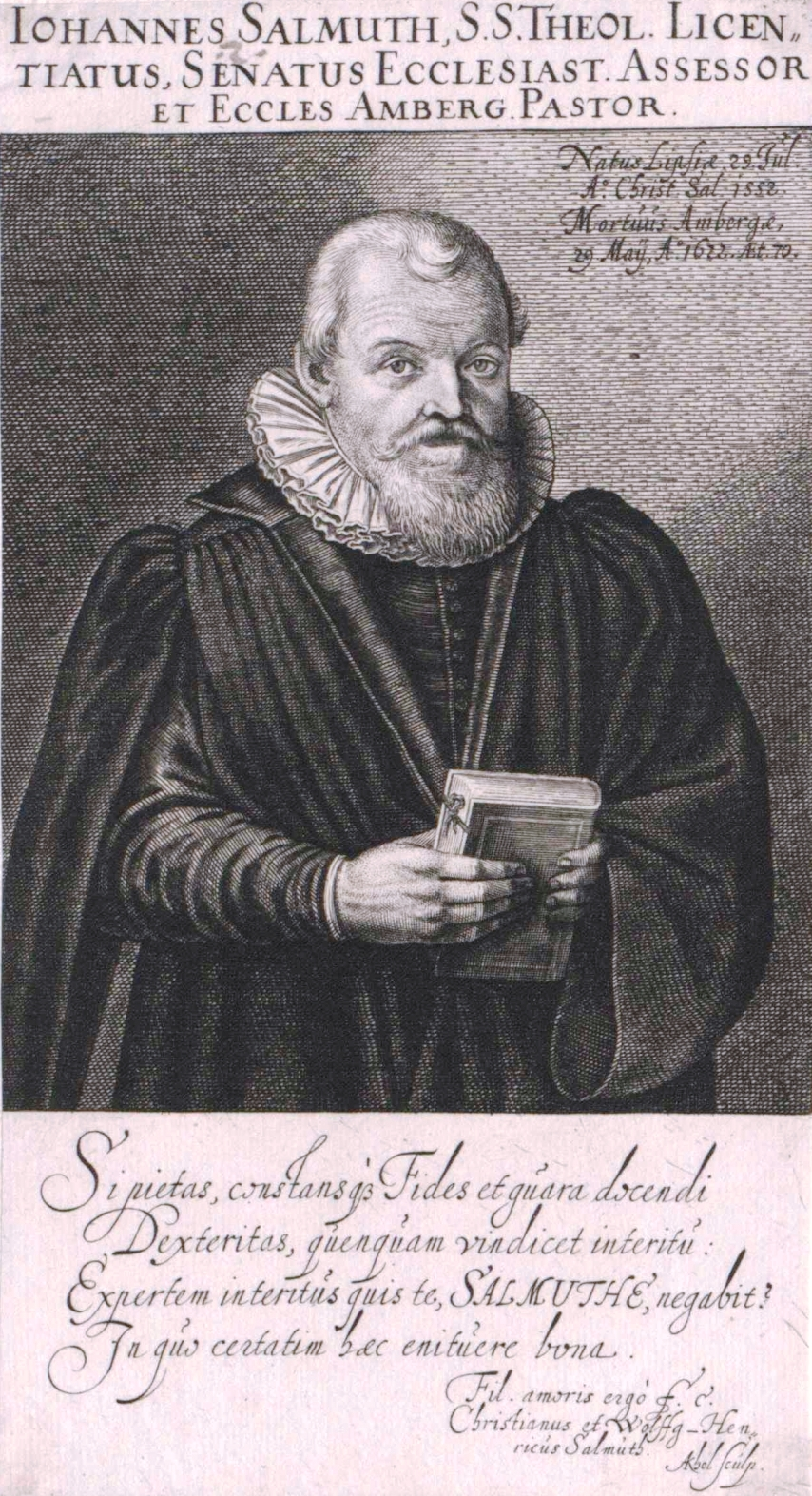
Johannes Salmuth, Stich von Andreas Kohl

Johann Salmuth (* 1552 in Leipzig; † 29. Mai 1622 in Amberg) war ein deutscher evangelischer Theologe.

## Leben
Salmuth war der als Sohn des Heinrich Salmuth und seiner Frau Elisabeth, der Tochter von Johann Pfeffinger. Er besuchte die Leipziger Nikolaischule und ab November 1564 die Fürstenschule Schulpforta. Nachdem er sich an der Universität Leipzig immatrikuliert hatte, erwarb er 1572 den akademischen Grad eines Magisters. 1575 wurde er Subdiakon an der Nikolaikirche und 1577 Archidiakon.
Am 1. Januar 1587 trat er das Amt des Zweiten Hofpredigers in Dresden an, rückte 1588 zum Ersten Hofprediger auf und übernahm 1589, nach der Entlassung von Martin Mirus, die Stelle des Oberhofpredigers. Als solcher verfolgte er maßgeblich die Linie der Philippisten und unterstützte dabei maßgeblich den sächsischen Kanzler Nikolaus Krell.
So veranlasste er die Abschaffung der Exorzismusformel bei der Taufe und gab eine neue Ausgabe der Lutherbibel heraus, die auch calvinistische Elemente enthielt und als Krellbibel in die Geschichte eingegangen ist. Damit stieß er – besonders nach dem schnellen Tod von Christian I. von Sachsen – bei vielen Geistlichen und deren Gemeinden auf Widerstand. Daraufhin wurde er mit seinem Kollegen David Steinbach verhaftet und auf die Burg Stolpen gebracht. Dort blieb er ein halbes Jahr in Gewahrsam und wurde erst entlassen, als er seine Einwilligung unterschrieb, Sachsen zu verlassen. Auf Abraham Scultetus’ Empfehlung berief ihn Kurfürst Friedrich IV. von der Pfalz als Prediger nach Heidelberg. 1596 kam er als Erster Pastor der Stadtpfarrkirche St. Martin nach Amberg, wo er unter anderem als Kirchenrat bis zu seinem Lebensende wirkte.
1576 hatte er Martha Harder, der Tochter des Leipziger Theologen Wolfgang Harder, geheiratet. Aus dieser Ehe gingen zehn Söhne und drei Töchter hervor, von denen erstere fast sämtlich angesehene Stellungen erlangten.

## Werke
- Jubelfestpredigten, Amberg 1619
- Auslegung über den 21. Psalm
- 2. predigten von Bedienung des Abendmahls mit dem Brodbrechen und anderen Christlichen Zeremonien, Herborn 1611
- Leichenpredigt über Curfürst Friedrich IV, Basel 1613
- Leichenpredigt über Christian I. Curfürst von Sachsen, 1595